# Ca n'Altimira (Barcelona)
Ca n'Altimira és un antic xalet o torre situada al passeig de la Bonanova de Barcelona, inclosa a l'Inventari del Patrimoni Arquitectònic de Catalunya i catalogada com a bé d'interès documental (categoria D). Actualment, és en mans de les Missioneres de la Immaculada Concepció, que hi regenten una escola.

## Història
Va ser feta construir el 1874 per l'hisendat Josep Altimira i Reniu (Barcelona, 1822-1898) al costat del camí de Sarrià a Horta (actual passeig de la Bonanova), segons el projecte del mestre d'obres Joan Frexe i Vilardaga.
Al final de la seva vida, Altimira es va arruïnar, i a la seva mort, els seus béns foren embargats i la finca va ser venuda en subhasta pública i adquirida per la seva neboda Carme Casals i Altimira i els seus fills. El 1899, Carme Casals la va vendre per 900.000 pessetes a les Missioneres de la Immaculada Concepció, que hi van instal·lar un col·legi religiós.

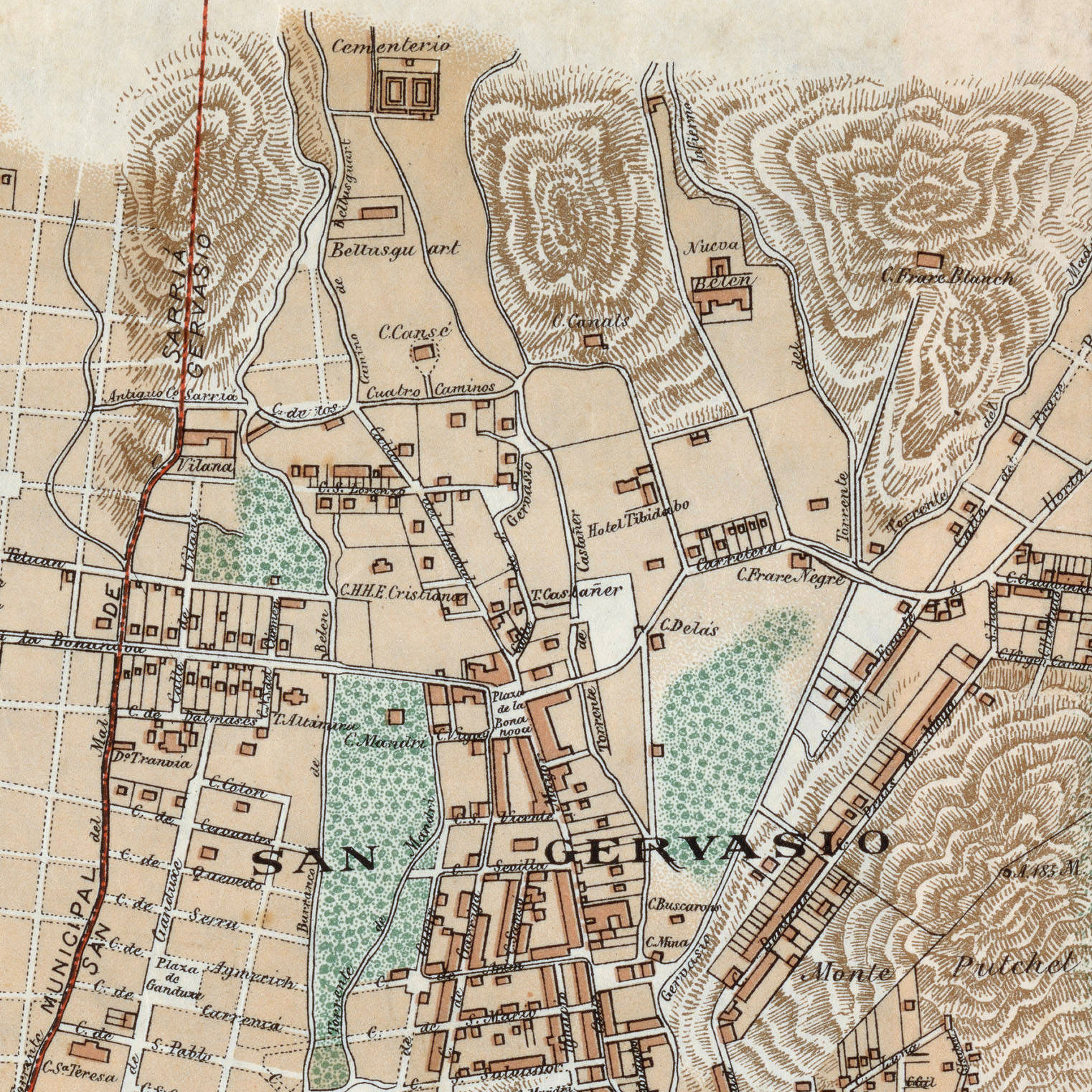
Plànol del 1890, on es pot llegir «T. Altimira»

## Descripció
Té planta baixa i un pis i teulada a quatre vessants. La façana principal és una composició amb portal i finestres amb arc apuntat i a l'altura del primer pis hi ha un seguit de finestrals arquejats i separats per columnes. Al costat de la façana principal hi ha un cos afegit de construcció moderna, i a la part posterior, en un dels angles, s'aixeca una torre i un altre cos afegit amb una galeria i molts finestrals.
Coneguda popularment com «de la Punxa d'or», ja que estava coronada por una cúpula dorada, originalment contenia elements de diferents estils: un pati àrab, una capella amb finestrals neogòtics, habitacions amb sostres enteixinats de fusta, un gran saló de ball amb columnes, etc.